# Галерея искусств Зураба Церетели
Галере́я иску́сств Зура́ба Церете́ли — музейно-выставочный комплекс Российской академии художеств в Москве. Галерея основана в 2001 году президентом Российской академии художеств, народным художником СССР, академиком Зурабом Церетели. В постоянной экспозиции представлены живописные, графические и скульптурные произведения художника и его личная коллекция, в которую входят работы отечественных художников XVIII—XX вв. Также в галерее проводятся выставки членов РАХ и других художников из России, СНГ и Европы. Галерея расположена в усадьбе XVIII века, ранее принадлежавшей семье Долгоруковых.

## Здание
Здание усадьбы было возведено в 1788 году по инициативе генерала Михаила Кречетникова. Усадебный комплекс приобрёл завершённый вид к 1793-му, когда фасад главного корпуса украсили монументальным ионическим портиком, возвели боковые корпуса, оформили парадный двор. В 1795 году имение выкупила семья Долгоруковы. При них на территории было построено несколько хозяйственных зданий, а после пожара 1812-го фасад главного корпуса переоформили в стиле ампир.
В 1868 году усадьбу арендовало Александро-Мариинское училище Пречистенского отделения Попечительства о бедных в Москве, впоследствии преобразованное в Александро-Мариинский институт благородных девиц. Перед этим главное здание отремонтировали и оборудовали домовую церковь Покрова Пресвятой Богородицы.
После революции 1917 года усадьба была национализирована. В ней расположили учреждения Военного ведомства, бывшие залы разделили перегородками и перестроили парадные лестницы.
С 1998 по 2001 год Академия художеств под руководством Зураба Церетели инициировала масштабную реставрацию здания, в результате которой восстановили бывшую домовую церковь и оригинальные интерьеры XIX века.

## Музей
В 2001 году в здании состоялось открытие Галереи искусств Зураба Церетели. Основу экспозиции составила частная коллекция Церетели: всего более чем 2000 работ как самого скульптора, так и других членов Академии художеств XVIII—XX веков.
Постоянная экспозиция состоит из двух основных разделов. В первой представлены живописные полотна, монументальная и станковая скульптура, графика, эмалевые панно и миниатюры, произведения декоративно-прикладного искусства, а также дизайнерские работы. Среди работ Церетели в галерее представлены копия памятника Христофора Колумба в Пуэрто-Рико, скульптуры Юрия Лужкова, Никиты Михалкова и Чарли Чаплина. Также в одном из залов экспонируется двухэтажная архитектурная инсталляция «Яблоко». Во втором разделе находятся копии с памятников античной скульптуры, созданные по образцам коллекции ГМИИ имени Пушкина.